# La capanna dello zio Tom (film 1927)
La capanna dello zio Tom (Uncle Tom's Cabin) è un film del 1927 diretto da Harry A. Pollard. 
Fu l'ultimo adattamento muto per il cinema basato sull'omonimo romanzo di Harriett Beecher Stowe (pubblicato a Boston nel 1852).

## Produzione
La lavorazione del film, prodotto dalla Harry Pollard Productions, iniziò a fine 1926.

## Distribuzione
Distribuito dalla Universal Pictures, il film fu presentato in prima a New York il 4 novembre 1927.

### Conservazione
Copie complete della pellicola si trovano negli archivi del George Eastman House di Rochester, del Gosfilmofond di Mosca, della Library of Congress di Washington, del Museum Of Modern Art di New York, dell'UCLA Film And Television Archive di Los Angeles, della Cineteca Nazionale di Roma.